# Testul Frye
Testul Frye reprezintă un standard minimal pe care Justiția Americană îl pretinde mărturiei unui specialist, pentru ca această mărturie să fie considerată probă în instanță. Denumirea provine de la un caz judiciar din anul 1923 cunoscut ca Statele Unite ale Americii v. Frye. În acest proces inculpatul a oferit rezultatele unui test cu detectorul de minciuni din ale cărui rezultat era faptul că el ar fi spus adevărul atunci când a negat uciderea victimei. Curtea a decis că această probă este inadmisibilă, deoarece principiile științifice pe care se bazează procedura "nu au fost suficient de bine stabilite pentru a câștiga o acceptare generală în domeniul particular în care acesta face parte". Acest caz a devenit cunoscut sub numele de Testul de acceptare generală Frye și a multă vreme standardul utilizat de către instanțele federale și statale din SUA. În momentul de față este considerat în general depășit, fiind înlocuit de Standardul Daubert.